# Maladies de l'arachide
Liste non exhaustive des maladies de l'arachide (Arachis hypogaea).

## Maladies bactériennes
| Maladies                 | Agents pathogènes        |
| ------------------------ | ------------------------ |
| Bactériose de l'arachide | Pseudomonas solanacearum |

## Maladies fongiques
| Maladies                                                   | Agents pathogènes |
| ---------------------------------------------------------- | --- |
| Alternariose                                               | Alternaria tenuissima Alternaria arachidis Alternaria alternata |
| Anthracnose                                                | Colletotrichum arachidis Colletotrichum dematium Colletotrichum mangenoti |
| Pourriture noire du collet                                 | Aspergillus niger |
| Cosse noire                                                | Thielaviopsis basicola Chalara elegans [synanamorphe] |
| Pourriture grise                                           | Botrytis cinerea Botryotinia fuckeliana [téléomorphe] |
| Pourriture charbonneuse et taches foliaires à Macrophomina | Macrophomina phaseolina = Rhizoctonia bataticola |
| Taches foliaires à Choanephora                             | Choanephora spp. |
| Pourriture du collet                                       | Lasiodiplodia theobromae = Diplodia gossypina |
| Taches foliaires à Colletotrichum                          | Colletotrichum gloeosporioides Glomerella cingulata [téléomorphe] |
| Pourriture noire à Cylindrocladium                         | Cylindrocladium crotalariae Calonectria crotalariae [téléomorphe] |
| Taches foliaires à Cylindrocladium                         | Cylindrocladium scoparium Calonectria kyotensis [téléomorphe] |
| Fonte des semis                                            | Aspergillus flavus Aspergillus niger Fusarium spp. Pythium spp. Rhizoctonia spp. Rhizopus spp. |
| Taches foliaires à Drechslera                              | Bipolaris spicifera = Drechslera spicifera Cochliobolus spicifer [téléomorphe] |
| Fusariose (flétrissement)                                  | Fusarium oxysporum |
| Cercosporiose de l'arachide, hâtive                        | Cercospora arachidicola Mycosphaerella arachidis [téléomorphe] |
| Cercosporiose de l'arachide, tardive                       | Phaeoisariopsis personata = Cercosporidium personatum Mycosphaerella berkeleyi [téléomorphe] |
| Mélanose                                                   | Stemphylium botryosum Pleospora tarda [téléomorphe] |
| Pourridié à Olpidium                                       | Olpidium brassicae |
| Taches foliaires à Pestalotiopsis                          | Pestalotiopsis arachidis |
| Taches foliaires à Phoma                                   | Phoma microspora |
| Taches foliaires à Phomopsis                               | Phomopsis spp. |
| Taches foliaires à Phyllosticta                            | Phyllosticta arachidis-hypogaeae Phyllosticta sojaecola Pleosphaerulina sojicola [téléomorphe] |
| Pourridié à Phymatotrichum                                 | Phymatotrichopsis omnivora = Phymatotrichum omnivorum |
| Pourriture des gousses                                     | Fusarium equiseti = Fusarium scirpi Gibberella intricans [téléomorphe] Fusarium solani Nectria haematococca [téléomorphe] Pythium myriotylum Rhizoctonia solani Thanatephorus cucumeris [téléomorphe] |
| Oïdium                                                     | Oidium arachidis |
| Pourriture sèche des racines et des gousses                | Rhizoctonia solani |
| Rouille de l'arachide                                      | Puccinia arachidis |
| Gale de l'arachide                                         | Sphaceloma arachidis |
| Sclérotiniose                                              | Sclerotinia minor Sclerotinia sclerotiorum |
| Pourriture blanche                                         | Sclerotium rolfsii Athelia rolfsii [téléomorphe] |
| Verticilliose                                              | Verticillium albo-atrum Verticillium dahliae |
| Taches réticulées                                          | Phoma arachidicola = Ascochyta adzamethica Didymosphaeria arachidicola = Mycosphaerella arachidicola                                                                                                  |
| Moisissure jaune                                           | Aspergillus flavus Aspergillus parasiticus |

## Maladies virales
| Maladies                                               | Agents pathogènes |
| ------------------------------------------------------ | --- |
| Rabougrissement de l’arachide                          | Virus du rabougrissement de l’arachide (PCV, Peanut Clump Virus) |
| Frisolée de l'arachide                                 | Virus de la frisolée de l'arachide (GCV, Groundnut crinkle virus) |
| Taches ocellées de l'arachide                          | Virus des taches ocellées de l'arachide (GEV, Groundnut eyespot virus)                                                                                               |
| Rosette chlorotique de l'arachide                      | Virus de la rosette chlorotique de l'arachide (GCRV, Groundnut chlorotic rosette virus Virus de la rosette verte de l'arachide (GGRV, Groundnut green rosette virus) |
| Striure de l'arachide                                  | Virus de la striure de l'arachide (GSV, Groundnut streak virus) |
| Chlorose marginale                                     | Inconnu (pseudovirus) |
| Rabougrissement de l'arachide ou nanisme de l'arachide | Virus du rabougrissement de l'arachide (PSV) |
| Mosaïque dorée de l'arachide                           | Virus de la mosaïque dorée de l'arachide (PGMV, Peanut golden mosaic virus)                                                                                          |
| Mosaïque verte de l'arachide                           | Virus de la mosaïque verte de l'arachide (PGMV, Peanut green mosaic virus)                                                                                           |
| Marbrure de l'arachide                                 | Virus de la marbrure de l'arachide (PMV, Peanut mottle virus) |
| Taches en anneaux de l'arachide                        | Virus des taches en anneaux de l'arachide (GRSV, Groundnuts ring spot virus)                                                                                         |
| Nanisme de l'arachide                                  | Virus du nanisme de l'arachide (PSV, Peanut stunt virus) |
| Marbrure jaune de l'arachide                           | Virus de la marbrure jaune de l'arachide (PYMV, Peanut yellow mottle virus)                                                                                          |

## Maladies diverses et désordres
| Maladies                     | Agents pathogènes            |
| ---------------------------- | ---------------------------- |
| Balais de sorcière           | Phytoplasme                  |
| Enroulement foliaire rugueux | Organisme du type Rickettsia |